# ساغانو

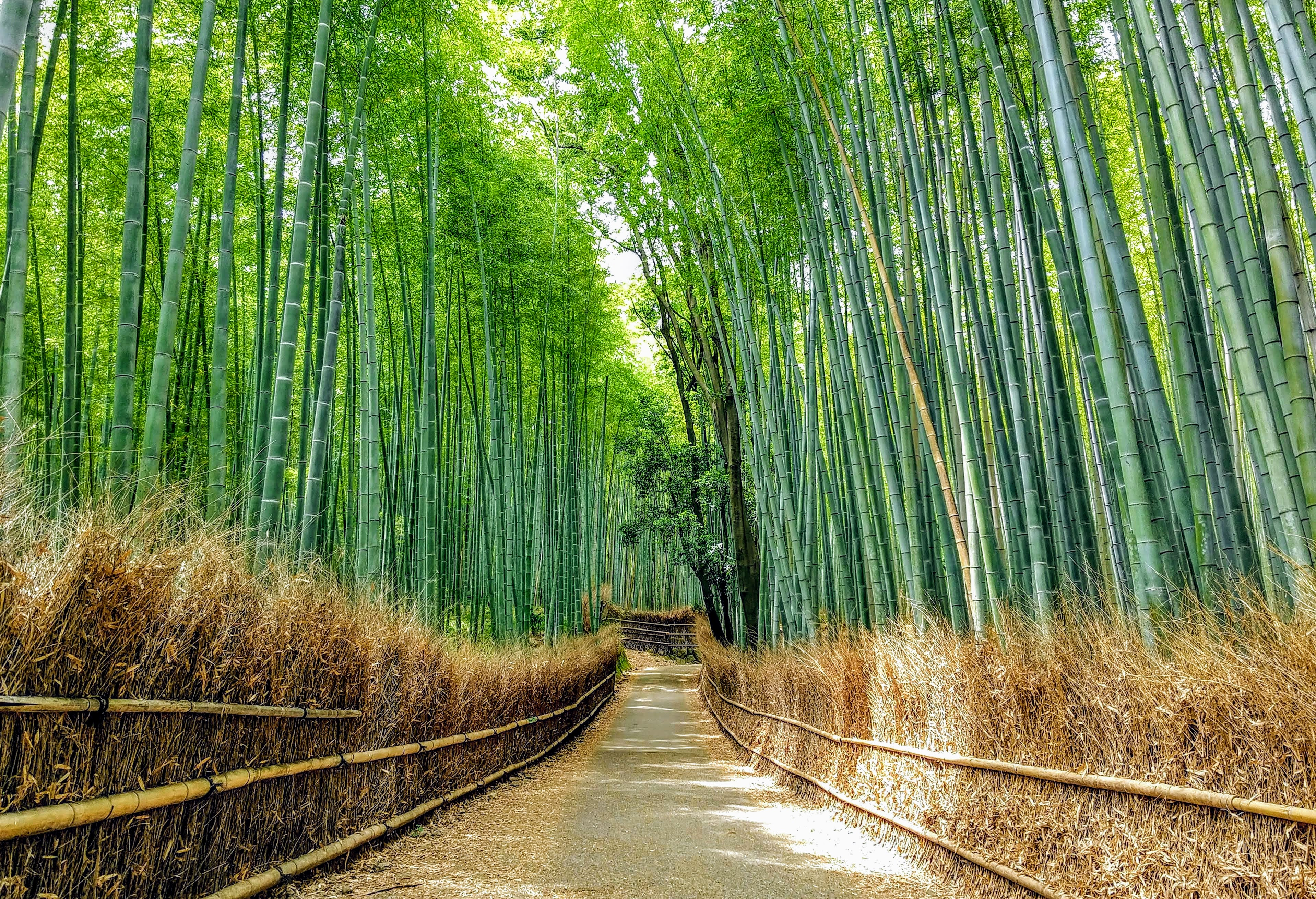
غابة الخيزران في ساغانو

ساغانو (باليابانية: 嵯峨野) منطقة تقع في أوكيو-كو، مدينة كيوتو، محافظة كيوتو. وتشتهر بوجود غابة خيزران كبيرة فيها، تبلغ مساحة هذه الغابة حوالي 16 كيلومتر مربع وتغطي أشجار الخيزران معظم هذه الغابة.